# ヴェリズモ・オペラ
ヴェリズモ・オペラ（verismo opera）は、1890年代から20世紀初頭にかけてのイタリア・オペラの新傾向である。同時代のヴェリズモ文学に影響を受け、内容的には市井の人々の日常生活、残酷な暴力などの描写を多用すること、音楽的には声楽技巧を廃した直接的な感情表現に重きを置き、重厚なオーケストレーションを駆使することをその特徴とする。
そうした傾向をもっともよく示す作品として今日も上演機会が多いオペラとしては、ピエトロ・マスカーニ『カヴァレリア・ルスティカーナ』（初演1890年）、ルッジェーロ・レオンカヴァッロ『道化師』（同1892年）などがある。時には、同時代に作曲されたウンベルト・ジョルダーノ『アンドレア・シェニエ』（同1896年）やジャコモ・プッチーニ『トスカ』（同1900年）など、同時代の庶民生活を題材とせず、歴史上あるいは架空の人物を主人公とするオペラも、その激しい感情表出に着目した場合「ヴェリズモ・オペラ」の範疇に含めて論じられることもある。